# Mošovské aleje
Mošovské aleje jsou chráněný areál v katastrálních území obcí Blatnica v okrese Martin a Mošovce v okrese Turčianske Teplice v Žilinském kraji na Slovensku. Chráněné území bylo vyhlášeno v roce 1969. Předmětem ochrany jsou aleje podél hlavních a polních cest v intenzivně zemědělsky využívané krajině. Nachází se v blízkosti révayovského Mošovského parku. Aleje jsou osazeny javory, jasany, kaštany a lipami.